# Бик (геральдика)
Бик (нім. Stier, фр. baffle, taureau), також зубр (фр. Aurochs) — у геральдичній символіці — символ родючості землі. Він зображуються в профіль, перший — з рогами у вигляді півмісяця, а другі — з двічі вигнутими рогами, усі вони часто бувають з опущеною, для буцання, головою, ідучими, стоячими або повстаючими. Нерідко зображується і окрема бичача голова з морди, з висунутим язиком або з протягнутим через ніздрі кільцем. Іноді зустрічається в гербах фігура корови, рідше бичка (наприклад, у польському гербі Ciolek). Буйволові роги, які так часто зустрічаються у вигляді прикрас гербових шоломів, особливо німецьких, деякими геральдистами зовсім помилково вважаються за мисливські роги, а французькими навіть за слонові хоботи (фр. proboscises).

## Різновиди

### Голови
|  | Каліський тур   | у червоно-срібному шахову полі голова чорного коронованого тура із золотим кільцем в носі. |
|  | Молдавський тур | у червоному шахову полі голова тура, над якою зірка, а по боках — троянда і півмісяць.     |

## Галерея

Герб Прилук
Герб Верхньодніпровська
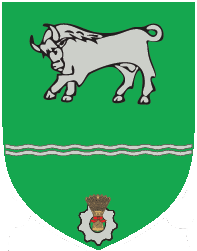
Герб Верхньодніпровського району
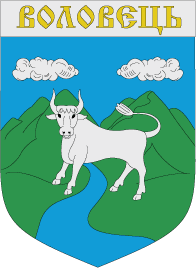
Герб Воловця
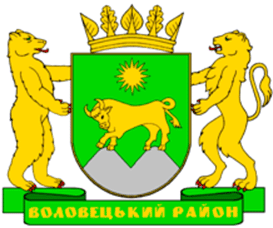
Герб Воловецького району
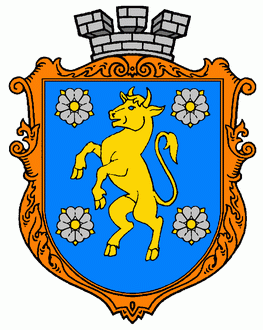
Герб Кельменців
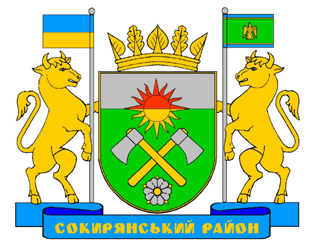
Герб Сокирянського району
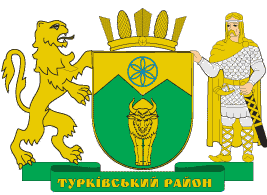
Герб Турківського району
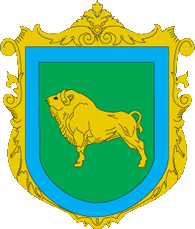
Герб Ківерцівського району
Герб Турійського району
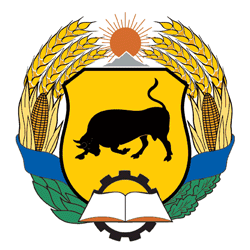
Герб Чернігівського району (Запорізька область)
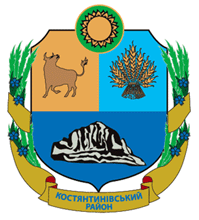
Герб Костянтинівського району
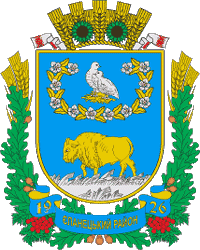
Герб Єланецького району
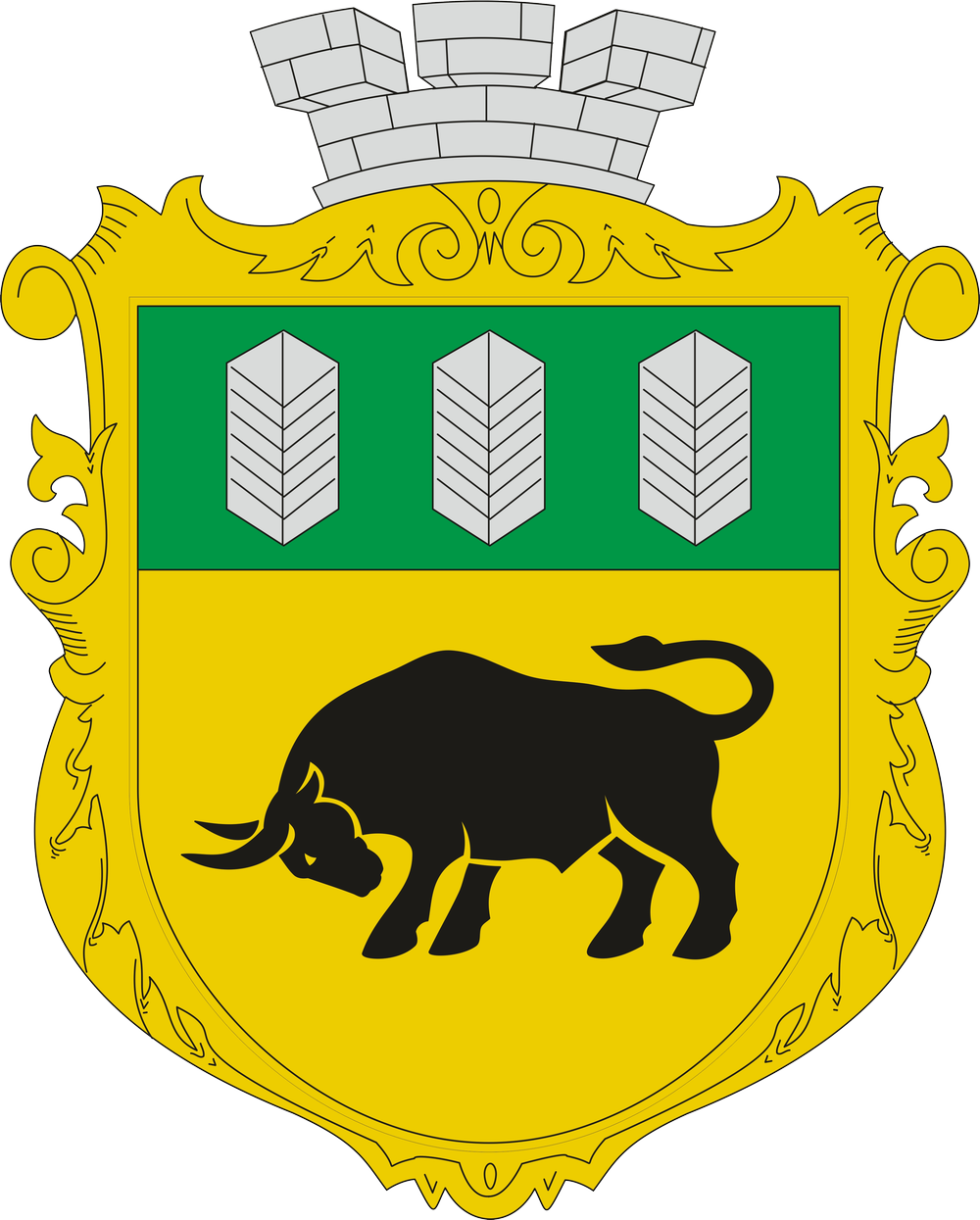
Герб Турки
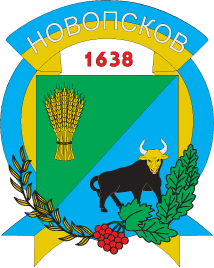
Герб Новопскова
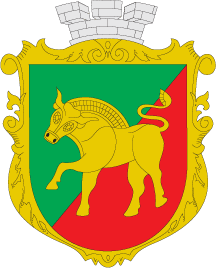
Герб Нижніх Сірогоз
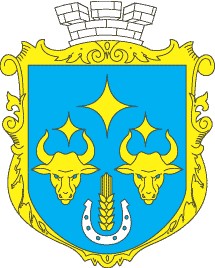
Герб Веселого
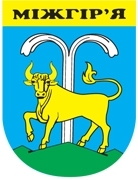
Герб Міжгір'я
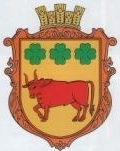
Герб села Биків
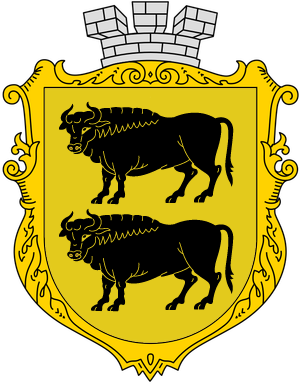
Герб Великого Бичкова
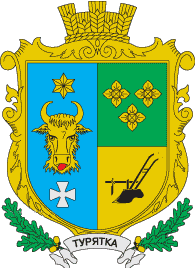
Герб села Турятка
Герб села Бикова Гребля
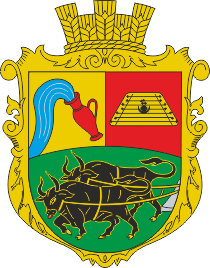
Герб села Червоне (Гайворонський район)
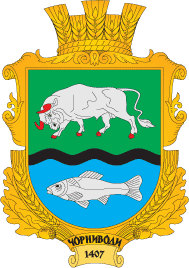
Герб села Чорниводи
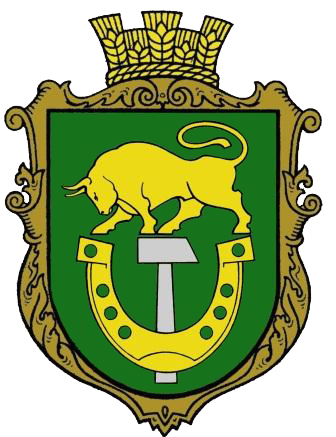
Герб села Вишневе (Оржицький район)
Герб Молдови
Герб Бесарабської губернії (19 ст.)
Герб Мекленбургу, Німеччина
Герб Турину
Герб Азорських островів
Герб муніципалітету Шарлеваль (Франція)
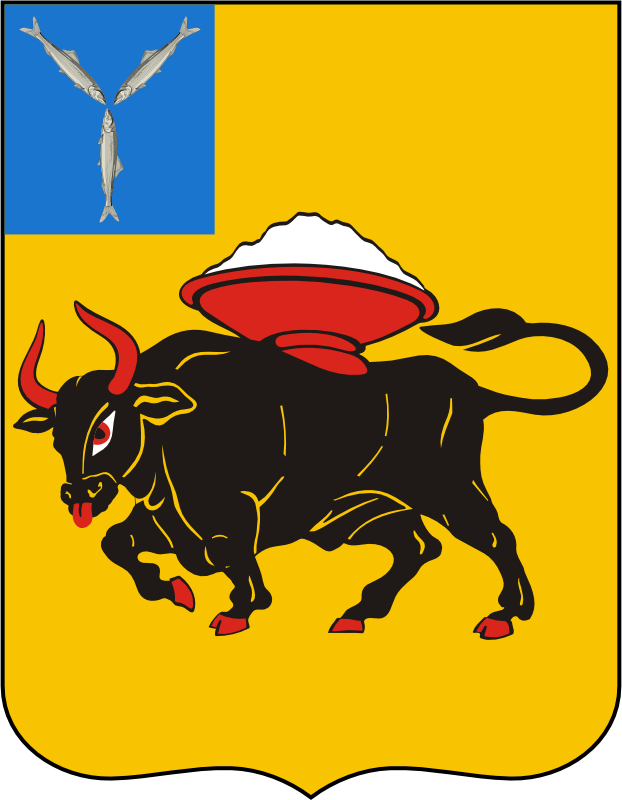
Герб Енгельса, Росія